# Raymond González
Pour les articles homonymes, voir González.
González  Rivera est un nom espagnol. Le premier nom de famille, en général paternel, est González ; le second, en général maternel, souvent omis, est Rivera.
Raymond González Rivera, né le 14 novembre 1996,, est un coureur cycliste costaricien. Il participe à des compétitions sur route et en VTT.

## Biographie
En 2021 et 2023, il devient champion du Costa Rica de cross-country eliminator. Il obtient également deux médailles de bronze aux championnats d'Amérique centrale de VTT en 2024, dans le cross-country olympique et le short track. 

## Palmarès en VTT

### Championnats d'Amérique centrale
- 2024
  -  Médaillé de bronze du cross-country
  -  Médaillé de bronze du cross-country short track

### Championnats nationaux
- 2021
  -  Champion du Costa Rica de cross-country eliminator
- 2023
  -  Champion du Costa Rica de cross-country eliminator